# Rorschach

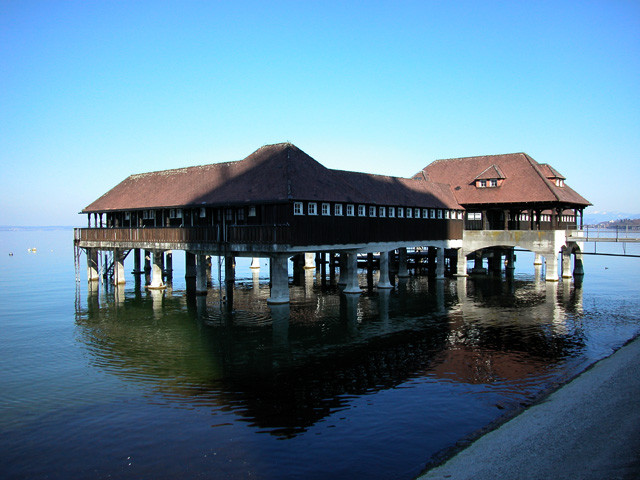
Rorschach

Rorschach este un oraș și comunitate politică situat pe malul lacului Constanța, în cantonul St. Gallen, Elveția.

## Date geografice
Orașul se află în partea de răsărit a Elveției, pe malul sudic al lacului Constanța, vizavi de localitatea germană Lindau. Rorschach se află la o altitudine de 	400 m, se întinde pe o suprafață de 1,78 km², fiind cel mai mic oraș din Elveția. El avea în anul 2011 o populație de 8840 locuitori, cu o densitate de 4966 loc/km².

## Istoric
S-au găsit aici urme istorice de pe timpul triburilor germane ale alemanilor. Ei s-au așezat în regiune, după ce au învins trupele romane din regiunea lacului Constanța. În primele documente istorice localitatea este amintită sub numele de Rorscahun. În anul 947 este dăruit de regele Otto I. starețului mănăstirii St. Gallen, prin anul 1000 localitatea este un loc important de pelerinaj. În anul 1597 este tipărit prima gazetă locală (Rorschacher Monatsschrift). Se presupune că acesta ar fi primul ziar din lume. Din motive financiare, sau din lipsa cititorilor a fost sistat tipăritul cotidianului. În piața Kronenplatz, până în anul 1883, se afla Fântâna lui Iacob, ea era locul de odihnă a pelerinilor.

## Date culturale
În localitate se află muzeul Museum im Kornhaus, aici se pot vedea diferite exponate și manuscripte cu privire la trecutul istoric al localității.
Aici are loc anual Festivalul internațional al sculpturilor în nisip.

## Economie
În Rorschach se află o fabrică de bere, care produce locală renumită.

## Personalități marcante
- Carl Doka (1886–1980), publicist
- Adolf Gaudy (1872-1956), arhitect
- Emil Jannings (1884–1950), actor german
- Bruno Stanek (* 1943), expert în zborul spațial